# Triangle de Rocquencourt
Pour les articles homonymes, voir Rocquencourt.
Le triangle de Rocquencourt est un échangeur autoroutier du département français des Yvelines. Ouvert en 1950, c'est le premier de ce type construit en France. 

## Histoire
La construction du triangle de Rocquencourt qui a débuté en 1937 a été abandonnée au début de la Seconde Guerre mondiale. Il devait comporter un monument, le Signal des Trois-Provinces  dont le socle subsiste, au milieu de l'échangeur.

## Description
Cet échangeur permet la communication entre l'autoroute de Normandie (A13), reliant Paris à Rouen et Caen, et l'autoroute A12. Celle-ci, commençant à cet endroit, mène d'abord à la route nationale 12 (via l'échangeur de Bois-d'Arcy), puis se dirige vers l'ouest et, plus au sud, mène à Trappes et atteint la route nationale 10 qui se dirige vers le sud-ouest. Une très légère inflexion vers le nord-ouest de l'autoroute A13 accentue la forme triangulaire de l'ouvrage.
Son appellation est un peu abusive car la presque totalité de l'ouvrage se situe sur le territoire de la commune de Bailly. L'amalgame a été fait avec l'accès à l'autoroute A13 depuis la route nationale 186. Cet accès à l'autoroute se situe à environ 500 mètres de l'extrémité est de l'échangeur et se trouve, lui, effectivement sur la commune de Rocquencourt (actuelle Le Chesnay-Rocquencourt).
L'échangeur se trouve en totalité dans la forêt de Marly, que l'A13 traverse dans toute sa longueur et qu'il a contribué à déboiser un peu plus. Entre les différentes voies des autoroutes, des sangliers et des chevreuils gîtent dans un petit bois, accessible de la forêt de Marly par des tunnels.
Il constitue, lors des grands retours sur Paris et le matin en semaine aux heures de pointe, un point de congestion chronique de la circulation, parfois qualifié de « plus grand bouchon d'Europe », tout comme celui de l'autoroute A4 près de Nogent-sur-Marne. Lors des départs en week-end des « Parisiens » vers la Normandie, le vendredi après-midi et, a fortiori à la belle saison, l'échangeur se retrouve également surchargé.
D'une façon générale, les embouteillages proviennent des engorgements en aval, les trois voies de l'autoroute A13 en direction de Paris  ainsi que les deux voies en direction de Poissy étaient insuffisantes pour absorber la circulation automobile. Ceci est un peu moins vrai depuis le passage à quatre voies en direction de Paris en 2011.